# Sorptivité
En 1957, John R. Philip (en) a introduit le terme sorptivité et l'a défini comme une mesure de la capacité du milieu à absorber ou désorber le liquide par capillarité.
Selon C. Hall et W.D. Hoff, la sorptivité exprime la tendance d'un matériau à absorber et à transmettre de l'eau et d'autres liquides par capillarité.
La sorptivité est largement utilisée pour caractériser les sols et les matériaux de construction poreux tels que la brique, la pierre et le béton.
Le calcul de la sorptivité réelle a nécessité des procédures itératives numériques dépendant de la teneur en eau du sol et de la diffusivité. John R. Philip (1969) a montré que la sorptivité peut être déterminée à partir d'une infiltration horizontale où le débit d'eau est principalement contrôlé par l'absorption capillaire :
{\displaystyle I=S{\sqrt {t}}\ }
où S est la sorptivité et I est l'infiltration cumulative (c'est-à-dire la distance) au temps t . Son unité SI associée est m·s−1/2 .
Pour l'infiltration verticale, la solution de Philip est adaptée à l'aide d'un paramètre A1. Il en résulte les équations suivantes, qui sont valables pour de courtes périodes :
évaluer : {\displaystyle i=0.5S/{\sqrt {t}}\ +A_{1}}
où la sorptivité S est définie (lorsqu'il existe un front de mouillage aigu Lf) comme :
{\displaystyle S(\theta _{0},\theta _{i})={\frac {(\theta _{0}-\theta _{i})L_{f}}{t^{1/2}}}}